# Новый Трык
Новый Трык — деревня в Кизнерском районе Удмуртской республики.

## География
Находится в юго-западной части Удмуртии на расстоянии приблизительно 5 км на север по прямой от районного центра поселка Кизнер.

## История
Известна с 1873 года как деревня «Кизнерь верхний (Трык новый)» с 25 дворами. В 1893 году 53 двора, в 1905 — 73, в 1926 — 87. До 2021 года входила в состав Липовского сельского поселения.

## Население
Постоянное население составляло: 245 человек (1873), 331 (1893 год, 313 удмуртов и 18 русских), 287 (1905), 428 (1926, 391 удмурты), 161 в 2002 году (удмурты 96 %), 112 в 2012.